# 胡薩科韋
48°59′44″N 30°49′44″E / 48.99556°N 30.82889°E
胡薩科韋（烏克蘭語：Гусакове）是位於烏克蘭中部的村莊，由切爾卡瑟州裡茲韋尼霍羅德卡區的茲韋尼霍羅德卡市鎮負責管轄。該村始建於1691年，面積30.4平方公里，海拔高度171米，2009年人口538，人口密度每平方公里17.7人。